# Parachutisme aux Jeux mondiaux de 2009
Navigation
Duisbourg 2005 Cali 2013
Les épreuves de parachutisme des Jeux mondiaux de 2009 ont lieu du 17 juillet au 20 juillet 2009 au Metropolitan Park à Kaohsiung (Taïwan).

## Podiums
| Épreuves                 | Or                                                                            | Argent                                                                                       | Bronze                                                                             |
| ------------------------ | ----------------------------------------------------------------------------- | -------------------------------------------------------------------------------------------- | ---------------------------------------------------------------------------------- |
| Précision d'atterrissage | Allemagne Stefan Wiesner                                                      | Slovaquie Robert Juris                                                                       | Russie Lyubov Yeshikeyeva                                                          |
| Canopy Piloting          | Canada Jason Moledzki                                                         | États-Unis Nick Batsch                                                                       | Brésil Marat Leiras                                                                |
| Vol relatif à 4          | États-Unis Andrew Delk Craig Girard Mark Kirkby Steven Nowak Eliana Rodriguez | Russie Mikhail Kuznetsov Vladimir Pavlenko Andrey Seliverstov Oleg Shalamykhin Sergey Shenin | France Guillaume Bernier Mathieu Bernier Julien Degen Fabrice Rieu Jeremie Rollett |
| Voile contact            | États-Unis Chris Gay Liz Godwin Mark Gregory                                  | Russie Sergey Kulakov Igor Pugachev Sergey Vibe                                              | Australie Craig Bennett Julia McConnell Michael Vaughan                            |
| Freefly                  | France Cathy Bouette Frédéric Fugen Vincent Reffet                            | Norvège Hevard Flaat Mathias Holtz Kristian Moxnes                                           | Royaume-Uni Michael Carpenter Alberto Fuertes Adam Mattacola                       |

## Tableau des médailles
| Rang  | Nation      | Or | Argent | Bronze | Total |
| ----- | ----------- | -- | ------ | ------ | ----- |
| 1     | États-Unis  | 2  | 1      | 0      | 3     |
| 2     | France      | 1  | 0      | 1      | 2     |
| 3     | Allemagne   | 1  | 0      | 0      | 1     |
| 3     | Canada      | 1  | 0      | 0      | 1     |
| 5     | Russie      | 0  | 2      | 1      | 3     |
| 6     | Slovaquie   | 0  | 1      | 0      | 1     |
| 6     | Norvège     | 0  | 1      | 0      | 1     |
| 8     | Brésil      | 0  | 0      | 1      | 1     |
| 8     | Australie   | 0  | 0      | 1      | 1     |
| 8     | Royaume-Uni | 0  | 0      | 1      | 1     |
| Total | Total       | 5  | 5      | 5      | 15    |